# Festival Chorus
Le Festival Chorus est un festival de musique qui a été créé en 1988 et qui est organisé chaque année par le Département des Hauts-de-Seine au début du Printemps. Auparavant à La Défense, le Festival Chorus a lieu depuis 2017 à La Seine Musicale à Boulogne-Billancourt. Consacré à la chanson française à ses débuts, il propose aujourd'hui une programmation éclectique : musique urbaine, rap, pop/rock et musique électronique. Les enfants ont également leur festival avec une programmation adaptée de concerts et d'animations. 

## Fréquentation
| Année | Dates             | Festivaliers |
| ----- | ----------------- | ------------ |
| 2023  | 29 mars - 2 avril |              |
| 2022  | 6-10 avril        |              |
| 2021  | 9-11 juillet      |              |
| 2020  | -                 |              |
| 2019  | 3-7 avril         |              |
| 2018  | 3-8 avril         |              |
| 2017  | 20-24 novembre    |              |
| 2016  | 1-10 avril        | 40 500       |
| 2015  | 27 mars - 5 avril |              |
| 2014  | 28 mars - 6 avril |              |

## Les scènes
Le Festival Chorus offre une expérience musicale indoor à travers ses 6 scènes : 
- La Grande Seine : 6 000 places
- L'Auditorium : un auditorium de musique classique revisité
- Le Parvis
- La salle Tutti
- Le studio RIFFX

## Soutien pour les artistes émergents
Le Festival Chorus propose un repérage des jeunes talents avec le Prix Chorus décerné à un groupe ou un artiste résidant en France. On lui doit plusieurs révélations telles que Feu ! Chatterton, Christine & The Queens et Palatine. Le Prix Chorus est "ouvert aux groupes émergents de toutes nationalités dont l'âge est compris entre 13 et 35 ans. (…) Il permet de soutenir le développement de carrière du lauréat par l'octroi d’une aide de 10 000 euros." 

## Programmation

### 2023
29 mars-2 avril
- Mercredi 29 mars, Chorus des enfants : Aldebert, Ernest et Célestine, L’ascenseur cosmique par Monsieur Lune
- Vendredi 31 mars : Bagarre, B.B. Jacques, Benjamin Epps, Dosseh, Eesah Yasuke, Haviah Mighty, Kungs, LAAKE, La Jungle, NTO, Porchlight, Riopy, Suzane, The Guru Guru, Uzi Freyja, Vladimir Cauchemar
- Samedi 1er avril : Albi X, Bianca Costa, Finn Foxell, JeanneTo, Jok’Air, Josman, Kaky, Lazuli, Leto&Guy2Bezbar, Lithium x Waxx & C.Cole avec A2H – Chilla – Sopico – Tsew the Kid, Makoto San, NeS, Paloma Colombe, So La Lune, Superpoze, Tour-Maubourg, Tukan, Yuksek présente DANCE’O’DROME, Ziak
- Dimanche 2 avril : Bibi Club, Enchantée Julia, Hyphen Hyphen, HSRS, Jeanne Added, Jupiter & Okwess, Kalika, Kamaal Williams, Meule, Oete, Oscar les vacances, Samm Henshaw, Selah Sue, The life on Mars Orchestra from Bowie to Ziggy, Walter Astral, Zaho de Sagazan

### 2022
8-10 avril
- Vendredi : Johnnie Carwash, Irène Drésel, IA404, Lucie Antunes, Sam Wise, Dewaere, Pi'erre Bourne, UZ, Sofiane Pamart, Arthur Satàn, French 79, Godford, Paul Kalkbrenner, Bandit Bandit
- Samedi : Sabrina Bellaouel, The Doug, David Walters, Romane, Disiz, Oracle Sisters, Jeff Mills, Joanna, Oscar Anton, La Colonie de Vacances, Park, Caballero vs JeanJass, Kalika, Guilty Plaisirs, Kutu, Structures, IAM
- Dimanche : Laeti, BEN plg, Camélia Jordana, Hey Djan, Youv Dee, November Ultra, YN, Aurus, Ouai Stéphane, Zola, La Fève, Yseult, Guy2Bezbar, Temenik Electric, Roméo Elvis

Annulation : Pa Salieu (en) (remplacé par Pi'erre Bourne)